# Trigoniaceae
Famille
Classification APG III (2009)
Les Trigoniaceae (les Trigoniacées) sont une famille de plantes à fleurs dicotylédones de l'ordre des Malpighiales. Elle comprend une trentaine d'espèces réparties en 2 à 5 genres.
Ce sont des arbres, des arbustes  ou des lianes, généralement à feuilles opposées, des régions tropicales, originaires de Madagascar, d'Asie du Sud-Est, d'Amérique centrale et du sud.

## Étymologie
Le nom vient du genre type Trigonia dérivé du grec τριγωνο /  trigono, triangle, ou de τρι / tri, trois, et 
γωνι / goni, « angle, coin », probablement en référence à la forme du fruit composé de trois parties.

## Classification
La Classification de Cronquist attribuait cette famille à l'ordre de Polygalales.
La classification phylogénétique situe cette famille dans l'ordre des Malpighiales.

## Liste des genres
Selon Angiosperm Phylogeny Website (25 mai 2010) et DELTA Angio (25 mai 2010) :
- Humbertiodendron Leandri
- Trigonia Aubl.
- Trigoniastrum Miq.
- Trigoniodendron E.F.Guim. & Miguel

Selon NCBI (25 mai 2010) :
- Trigonia
- Trigoniastrum

Selon [réf. nécessaire] :
- Humbertiodendron,
- Isidodendron,
- Trigonia,
- Trigoniastrum,
- Trigoniodendron.

## Liste des espèces
Selon NCBI (25 mai 2010) :
- genre Trigonia
  - Trigonia boliviana
  - Trigonia nivea
  - Trigonia sp. MVSP-2007
- genre Trigoniastrum
  - Trigoniastrum hypoleucum